# Diocesi di São José dos Pinhais
La diocesi di São José dos Pinhais (in latino Dioecesis Sancti Ioseph Pinealensis) è una sede della Chiesa cattolica in Brasile suffraganea dell'arcidiocesi di Curitiba appartenente alla regione ecclesiastica Sul 2. Nel 2022 contava 719.700 battezzati su 917.390 abitanti. È retta dal vescovo Celso Antônio Marchiori.

## Territorio
La diocesi comprende 14 comuni dello stato brasiliano del Paraná: São José dos Pinhais, Agudos do Sul, Araucária, Campo do Tenente, Contenda, Fazenda Rio Grande, Lapa, Mandirituba, Piên, Piraquara, Quatro Barras, Quitandinha, Rio Negro e Tijucas do Sul.
Sede vescovile è la città di São José dos Pinhais, dove si trova la cattedrale di San Giuseppe.
Il territorio si estende su una superficie di 7.773 km² ed è suddiviso in 41 parrocchie, raggruppate in 3 settori pastorali.

## Storia
La diocesi è stata eretta il 6 dicembre 2006 con la bolla Quo plenius di papa Benedetto XVI, ricavandone il territorio dall'arcidiocesi di Curitiba.

## Cronotassi dei vescovi
Si omettono i periodi di sede vacante non superiori ai 2 anni o non storicamente accertati.
- Ladislau Biernaski, C.M. † (6 dicembre 2006 - 13 febbraio 2012 deceduto)
- Francisco Carlos Bach (3 ottobre 2012 - 19 aprile 2017 nominato vescovo di Joinville)
- Celso Antônio Marchiori, dal 13 dicembre 2017

## Statistiche
La diocesi nel 2022 su una popolazione di 917.390 persone contava 719.700 battezzati, corrispondenti al 78,5% del totale.
| anno | popolazione | popolazione | popolazione | presbiteri | presbiteri | presbiteri | presbiteri                | diaconi | religiosi | religiosi | parrocchie |
| anno | battezzati  | totale      | %           | numero     | secolari   | regolari   | battezzati per presbitero | diaconi | uomini    | donne     | parrocchie |
| ---- | ----------- | ----------- | ----------- | ---------- | ---------- | ---------- | ------------------------- | ------- | --------- | --------- | ---------- |
| 2006 | 497.454     | 649.556     | 76,6        | 58         | 17         | 41         | 8.569                     |         | 45        | 120       | 31         |
| 2010 | 517.000     | 725.000     | 71,3        | 62         | 24         | 38         | 8.338                     | 26      | 54        | 115       | 35         |
| 2014 | 643.513     | 811.588     | 79,3        | 73         | 34         | 39         | 8.815                     | 38      | 77        | 110       | 35         |
| 2017 | 665.478     | 842.879     | 79,0        | 64         | 26         | 38         | 10.398                    | 49      | 82        | 102       | 38         |
| 2020 | 704.000     | 897.778     | 78,4        | 69         | 33         | 36         | 10.202                    | 43      | 101       | 110       | 42         |
| 2022 | 719.700     | 917.390     | 78,5        | 76         | 35         | 41         | 9.469                     | 43      | 113       | 127       | 41         |